# Neuhammer (Greiz)
Der Neuhammer ist eine Einzelsiedlung des Stadtteils Neumühle/Elster der Stadt Greiz im Landkreis Greiz in Thüringen.

## Lage
Der Neuhammer liegt alleinstehend im Tal der Weißen Elster auf dem Gleithang einer Flussschlinge. Neumühle befindet sich nördlich, Greiz südlich und die Bretmühle östlich. Das Gehöft ist vom Greiz-Werdauer Wald umgeben.

## Geschichte
Der Neuhammer wurde um 1550 als Hammerwerk erbaut. Es wurde durch das Wasser der Weißen Elster angetrieben. Später wurde das Gebäude als Bauernhaus genutzt, welches eine Brau- und Schankberechtigung besaß. 1778 ging das Gehöft in den Besitz der Familie Schröder über, die noch heute dort sesshaft ist.
Ursprünglich gehörte das Gebäude zur Gemeinde Nitschareuth. Mit der Bildung der Gemeinde Neumühle/Elster am 1. Januar 1960 wurde er ein Ortsteil derselben. Am 31. Dezember 2019 wurde die Gemeinde Neumühle/Elster nach Greiz eingemeindet, wodurch auch der Neuhammer zu Greiz kam.

## Verkehr
Der Neuhammer ist über eine unbefestigte Straße an das überörtliche Verkehrsnetz angebunden. Diese mündet östlich in die L 2344 von Greiz zum Knottengrund. Dabei wird die Bahnstrecke Gera Süd–Weischlitz überquert.